# Babe Ruth

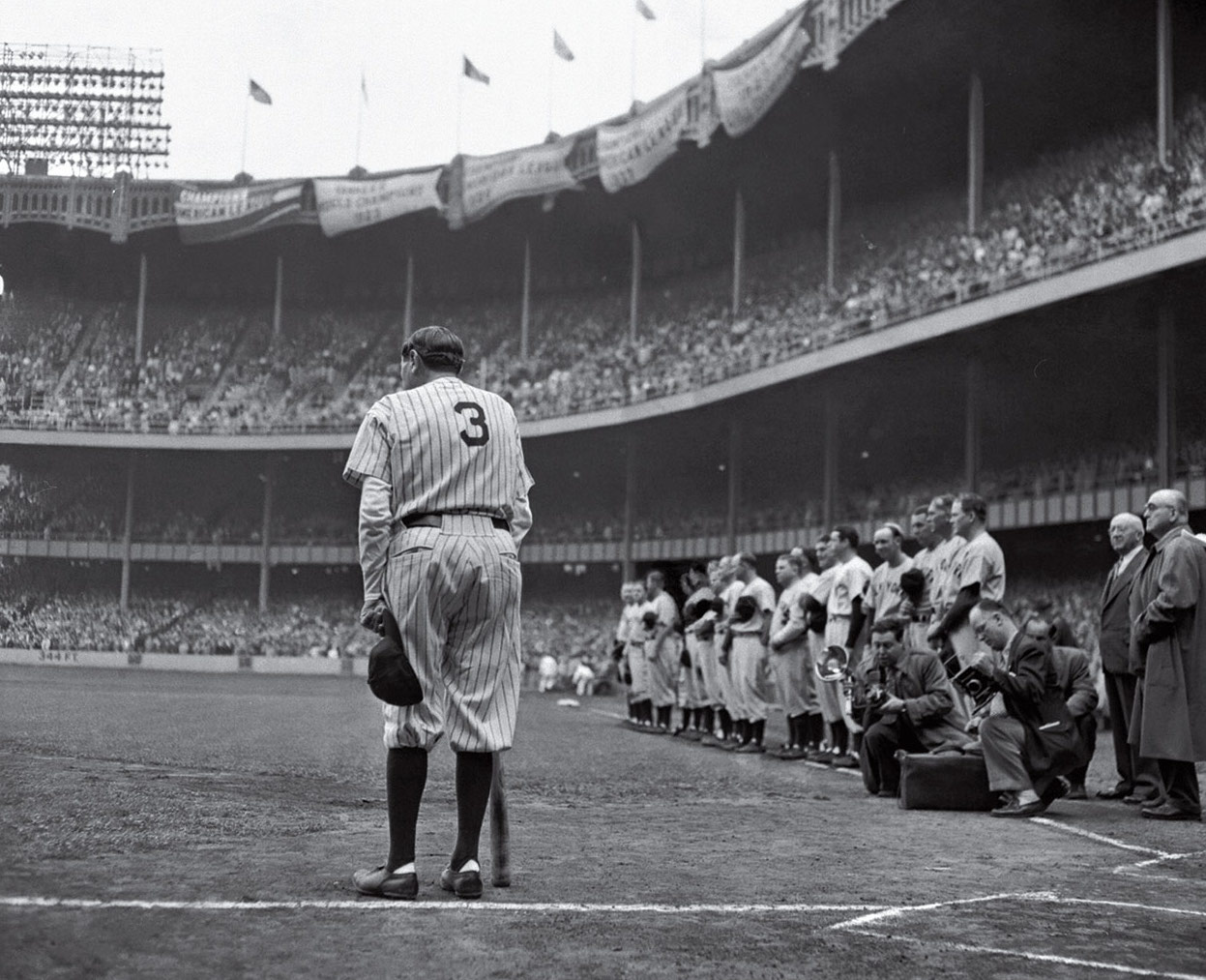
Nat Fein: slavná fotografie The Babe Bows Out oceněná Pulitzerovou cenou

George Herman „Babe“ Ruth Jr., vlastním jménem Georg Hermann Ehrhardt, (6. února 1895, Baltimore, Maryland, USA - 16. srpna 1948, New York, New York) byl americký baseballový hráč, považovaný za nejlepšího hráče všech dob.

## Život
Navštěvoval školu pro chudé děti v Baltimoru, kde zahájil svou baseballovou kariéru jako nadhazovač Baltimore Orioles. Později byl fanouškům znám jako „Babe Ruth“, stal se členem Boston Red Sox a roku 1919 dosáhl za sezonu 29 homerunů. Následující rok hrál za New York Yankees, na své konto si připsal 54 homerunů a stal se tak populárním, že roku 1925 vydělal daleko více peněz než americký prezident. Roku 1927 zvýšil svůj rekord na 60 homerunů za sezonu, a když v roce 1935 odcházel z aktivního sportu, bylo jeho skóre 714 homerunů.
V roce 1991 o něm natočil režisér Mark Tinker životopisný film Babe Ruth se Stephenem Langem v hlavní roli.
O rok později byl na stejné téma natočen film The Babe s Johnem Goodmanem. Režisérem byl Arthur Hiller.